# Kate Upton
Pour les articles homonymes, voir Upton (homonymie).
Katherine Elizabeth « Kate » Upton, née le 10 juin 1992 à Saint-Joseph dans le Michigan, est un mannequin et actrice américaine.
Égérie de plusieurs collections de maillots de bain, elle est l'une des vedettes du supplément annuel de Sports Illustrated, Sports Ilustrated Swimsuit Issue,, dont elle a fait plusieurs fois la couverture,,.
Elle débute en 2011, une carrière d'actrice avec des apparitions puis avec des rôles de plus grande envergure.

## Biographie

### Jeunesse
Kate Upton est la nièce de Fred Upton, élu à la Chambre des représentants des États-Unis depuis 1987.
Son arrière-grand-père, Louis Upton, est l'inventeur du lave-linge moderne et le fondateur de la Whirlpool Corporation.
Née à Saint-Joseph dans le Michigan, sa famille déménage en Floride où elle passe la majeure partie de son enfance. Kate pratique durant sa jeunesse l'équitation à un haut niveau.

### Mannequinat

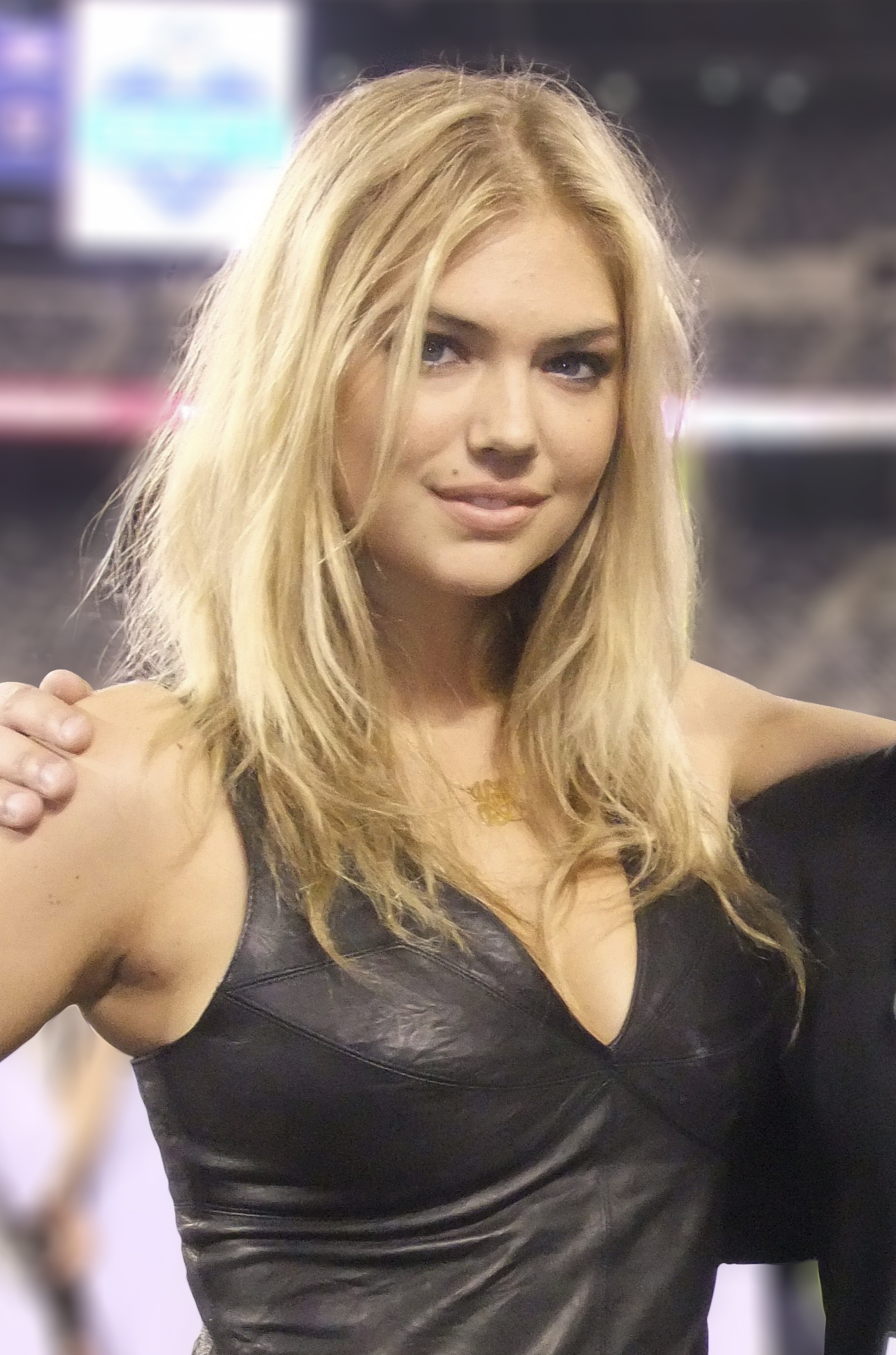
Kate Upton en 2011.

En 2008, Kate Upton se rend à un casting à Miami pour Elite Model Management et signe un contrat avec eux dans la même journée. Par la suite, elle part s'installer à New York et signe avec l'agence de mannequins IMG Models. En 2011, elle est mannequin pour la collection printemps des vêtements Guess. La même année, elle apparaît dans le numéro spécial maillot de bain du magazine Sports Illustrated. Elle travaille ensuite entre autres pour les marques Beach Bunny Swimwear et Complex.
Le premier mai 2012 un clip dans lequel on la voit danser le Cat Daddy est posté sur YouTube par le photographe de mode Terry Richardson. La vidéo a été visionnée plus de 26 millions de fois. Kate apparait également en couverture de nombreux magazines comme Esquire, Cosmopolitan, Vogue, Vanity Fair aux États-Unis ou Jalouse et Elle en France.
En 2013, un dessinateur de l'éditeur de jeux vidéo Rockstar Games s'inspire d'une photographie de Kate Upton pour réaliser un des dessins de la couverture du jeu vidéo Grand Theft Auto V,.
Un an après l'avoir prise en photos en Antarctique dans un décor naturellement blanc aux températures négatives, le magazine Sports Illustrated la présente en 2014 dans un avion « zéro gravité ». La même année, elle devient l'égérie publicitaire du jeu vidéo pour téléphone mobile Game of War.
En 2017, elle retrouve les photographes de Sports Illustrated pour des clichés topless sur la plage aux Fidji. En juillet de la même année, elle est invitée par la ville  de Montréal à remettre un prix pour une course de Formule E dans la ville contre une rémunération d'au moins 150 000 dollars. Cette dépense de la municipalité entraine une polémique même si la ville nie avoir payé une somme quelconque .

### Actrice
Kate Upton a fait ses débuts au cinéma en 2011 en tant que figurante dans le film Le Casse de Central Park. Elle est présente dans une seule scène où elle apparait au bras d'un riche homme d'affaires. L'année suivante, elle est à l'affiche des Trois Corniauds dans un rôle secondaire. Elle y joue sœur Bernice, une nonne sexy. Le 18 février 2012, elle participe également à l'émission de divertissement Saturday Night Live. En 2014, elle interprète un des rôles principaux du film Triple Alliance aux côtés de Cameron Diaz, Leslie Mann et Nikolaj Coster-Waldau. En 2017, Elle tient également un des rôles principaux de la comédie Escale à trois avec Alexandra Daddario et Matt Barr.

### Vie privée
Depuis décembre 2013, Kate Upton est la compagne du joueur de baseball Justin Verlander, de neuf ans son aîné. Le 31 août 2014, des photos et des vidéos intimes d'elle et de son compagnon obtenues par un pirate informatique sont diffusées sur Internet. Le pirate responsable de cet acte est condamné en 2016 à dix-huit mois de prison.
En novembre 2017, elle se marie en Italie avec Verlander puis en juillet de l'année suivante, elle annonce sa première grossesse. En novembre 2018, elle accouche d'une petite fille qu'elle prénomme Geneviève.

## Filmographie
Sauf indication contraire, les informations mentionnées dans cette section peuvent être confirmées par la base de données cinématographiques IMDb,  présente dans la section « Liens externes ».
- 2011 : Le Casse de Central Park (Tower Heist) de Brett Ratner : la maîtresse de monsieur Hightowers
- 2012 : Les Trois Corniauds (The Three Stooges) de Peter et Bobby Farrelly : sœur Bernice
- 2014 : Triple Alliance (The Other Woman) de Nick Cassavetes : Amber
- 2017 : Wild Man de Stefanie Black et Jacquie Phillips : Talia
- 2017 : Escale à trois (The Layover) de William H. Macy : Meg